# ACミラン 1992-93シーズン
ACミラン 1992-93シーズンは、ACミランの1992-93シーズンの成績と所属選手を詳述する。

## 概要
このシーズン、ズボニミール・ボバンがレンタル先から複帰、ジャン＝ピエール・パパン、デヤン・サビチェビッチ、当時イタリア代表のジャンルイジ・レンティーニ、ステファノ・エラーニオ、フェルナンド・デ・ナポリを獲得するなど、大型補強を行ったが、前シーズンから継続していたリーグ戦の無敗記録は、パルマに敗れ、58でストップした。ファン・バステンがリーグ戦前半だけで12得点を挙げるなど、絶好調であったが、負傷離脱し、後半戦の殆どを欠場した。それでも、リーグ2連覇を果たしたが、コッパ・イタリアでは準決勝でASローマに敗戦し、UEFAチャンピオンズリーグでは、決勝でオリンピック・マルセイユに0-1で敗れた。

## 所属選手
- [4]

注：選手の国籍表記はFIFAの定めた代表資格ルールに基づく。
| No. | Pos. |          | 選手名                         |
| --- | ---- | -------- | ------------------------------ |
|     | GK   | イタリア | セバスティアーノ・ロッシ       |
|     | GK   | イタリア | フランチェスコ・アントニオーリ |
|     | GK   | イタリア | カルロ・クディチーニ           |
|     | DF   | イタリア | フランコ・バレージ             |
|     | DF   | イタリア | マウロ・タソッティ             |
|     | DF   | イタリア | アレッサンドロ・コスタクルタ   |
|     | DF   | イタリア | フィリッポ・ガッリ             |
|     | DF   | イタリア | パオロ・マルディーニ           |
|     | DF   | イタリア | ステファーノ・ナヴァ           |
|     | DF   | イタリア | エンツォ・ガンバーロ           |
|     | MF   | イタリア | フェルナンド・デ・ナポリ       |
|     | MF   | イタリア | ロベルト・ドナドーニ           |

| No. | Pos. |                | 選手名                       |
| --- | ---- | -------------- | ---------------------------- |
|     | MF   | イタリア       | デメトリオ・アルベルティーニ |
|     | MF   | イタリア       | ステファノ・エラーニオ       |
|     | MF   | イタリア       | アルベリゴ・エバーニ         |
|     | MF   | オランダ       | ルート・フリット             |
|     | MF   | クロアチア     | ズボニミール・ボバン         |
|     | MF   | ユーゴスラビア | デヤン・サビチェビッチ       |
|     | MF   | イタリア       | ジャンルイジ・レンティーニ   |
|     | MF   | オランダ       | フランク・ライカールト       |
|     | FW   | フランス       | ジャン＝ピエール・パパン     |
|     | FW   | オランダ       | マルコ・ファン・バステン     |
|     | FW   | イタリア       | ダニエレ・マッサーロ         |
|     | FW   | イタリア       | アルド・セレーナ             |
|     | FW   | イタリア       | マルコ・シモーネ             |

## 順位表
| 順 | チーム       | 試 | 勝 | 分 | 敗 | 得 | 失 | 差  | 点 |
| -- | ------------ | -- | -- | -- | -- | -- | -- | --- | -- |
| 1  | ACミラン (C) | 34 | 18 | 14 | 2  | 65 | 32 | +33 | 50 |
| 2  | インテル     | 34 | 17 | 12 | 5  | 59 | 36 | +23 | 46 |
| 3  | パルマ       | 34 | 16 | 9  | 9  | 47 | 34 | +13 | 41 |
| 4  | ユヴェントス | 34 | 15 | 9  | 10 | 59 | 47 | +12 | 39 |
| 5  | ラツィオ     | 34 | 13 | 12 | 9  | 65 | 51 | +14 | 38 |

## スーペルコッパイタリアーナ
| 1992年8月30日 | ミラン                                                    | 2–1 | パルマ                      | サンシーロ |
|               | マルコ・ファン・バステン 14分 · ダニエレ・マッサーロ 70分 |     | アレッサンドロ・メッリ 45分 |            |

## チャンピオンズリーグ決勝
| 1993年5月26日 | マルセイユ          | 1–0 | ミラン | ミュンヘン・オリンピアシュタディオン, ミュンヘン |
|               | バジール・ボリ 43分 |     |        | 観客数: 64,400                                   |

## チーム内得点ランキング
全公式戦合計
- マルコ・ファン・バステン : 20得点
- ジャン＝ピエール・パパン : 20得点
- ルート・フリット : 11得点
- ダニエレ・マッサーロ 10得点
- マルコ・シモーネ : 9得点